# Alanizus
Alanizus, monotipski rod kornjaša smješten u vlastiti tribus Alanizini, dio potporodice Cerambycinae. Jedina je vrsta A. tortuosus, endem iz Argentine, provincija La Rioja.